# 68
Évszázadok: i. e. 1. század – 1. század – 2. század
Évtizedek: 10-es évek – 20-as évek – 30-as évek – 40-es évek – 50-es évek – 60-as évek – 70-es évek – 80-as évek – 90-es évek – 100-as évek – 110-es évek
Évek: 63 – 64 – 65 – 66 –  67 – 68 – 69 – 70 – 71 – 72 – 73

## Események

### Római Birodalom
- Tiberius Catius Asconius Silius Italicust (helyettese áprilistól Nero császár, szeptembertől Caius Bellicius Natalis) és Publius Galerius Trachalust (helyettese Caius Luccius Telesinus és Publius Cornelius Scipio Asiaticus) választják consulnak.
- Zsidó háború: az idumeaiak megérkeznek a jeruzsálemi zélóták megsegítésére. Folytatódnak a politikai leszámolások, a tekintélyes tisztviselőket és a neves papi családok tagjait meggyilkolják.
- Vespasianus a Galileai-tengertől dél felé haladva módszeresen megszállja a Jordán két partját és Szamáriát. Július elején megérkezik Jerikóhoz, de ezután a császár halála miatt leállítja a hadműveleteket.
- A rómaiak elpusztítják a kumráni esszénus települést, de lakóinak előtte sikerül elrejteniük szent irataikat.
- Március elején Caius Iulius Vindex galliai kormányzó nyíltan fellázad Nero ellen. A császár Lucius Verginius Rufust szólítja fel, hogy a Germania Superiorban állomásozó légiókkal verje le a felkelést. Vindex Sulpicius Galba hispániai helytartóhoz fordul segítségért és kikiáltja őt császárnak. Verginius Vesontiónál legyőzi Vindexet, aki öngyilkosságot követ el. Csapatai ezután Verginiust kiáltják ki császárnak, ő azonban ezt visszautasítja.
- A szenátus és a praetoriánus gárda Galba pártjára áll. Nero előbb Ostiába megy, hogy a keleti provinciákba meneküljön, majd visszatér Rómába, de a palotájában magára marad. Négy lojális szabadosával egy Róma melletti villába menekül és amikor katonák érkeznek, titkára segítségével torkon szúrja magát. Halálával a Iulius-Claudius császári dinasztia kihal.
- Galba Rómába utazik. Még megérkezése előtt Nymphidius Sabinus testőrparancsnok fellázad és magát kiáltja ki császárnak, de a gárda többi tagja megöli.
- Galba uralma eleinte népszerű, de kapzsisága és kegyetlensége miatt hamarosan elfordulnak tőle.
- A roxolánok átkelnek a Dunán és betörnek Moesiába. A Legio III Gallica legyőzi a zsákmány miatt lassan haladó roxolánokat és mintegy 9 ezret megölnek közülük.
- Alexandriában meglincselik Márk evangélistát.

### Kína
- Ming császár megalapítja a buddhista Fehér Ló-templomot.

## Halálozások
- Április 25. - Márk evangélista
- Június 9. – Nero római császár
- Caius Julius Vindex, római politikus
- Caius Nymphidius Sabinus, császári testőrparancsnok
- Tiberius Iulius Mithridates, boszporoszi király

## Fordítás
- Ez a szócikk részben vagy egészben  a(z)   68 című francia Wikipédia-szócikk ezen változatának fordításán alapul.  Az eredeti cikk szerkesztőit annak laptörténete sorolja fel. Ez a jelzés csupán a megfogalmazás eredetét és a szerzői jogokat jelzi, nem szolgál a cikkben szereplő információk forrásmegjelöléseként.